# Pagerharjo (Samigaluh)
Pagerharjo is een bestuurslaag in het regentschap Kulon Progo van de provincie Jogjakarta, Indonesië. Pagerharjo telt 4411 inwoners (volkstelling 2010).